# Ipai
L'ipai, conegut també com a iipay o diegueño del Nord, és una llengua pertanyent al grup yuma del Delta de la família yuma-cochimí, que es va parlar a la regió del comtat de San Diego Califòrnia, Estats Units. Hinton (1994:28) ha suggerit un càlcul bastant conservador de 25 parlants ipai a Califòrnia en la dècada de 1990.
Aquesta llengua i les seves veïnes del sud, el kumeyaay i el tiipai, van ser considerats com a dialectes del diegueño, però en l'actualitat hi ha consens sobre la naturalesa diferent de cadascuna d'aquestes tres llengües (Langdon, 1990). Confusament, kumeyaay és un terme emprat per referir-se a aquest conjunt de llengües i al conjunt de pobles que les parlen com un tot.
Els documents disponibles de l'ipai inclouen gramàtiques, un diccionari i diversos textos (Mithun 1999:578).